# Unare
Unare je rijeka u Venezueli. Ulijeva se u Karipsko more.

## Povijest
U 17. stoljeću, Nizozemci su imali utvrdu nedaleko ušća rijeke koja je služila za obranu solana u kojima su prikupljali sol iz mora. 

## Vanjske poveznice
|  | Zajednički poslužitelj ima još gradiva o temi Unare |